# الدوري القطري 1994–95
احصائيات دوري نجوم قطر في موسم 1994–1995.

## نظرة عامة
توج الريان باللقب للمرة السادسة في تاريخه.